# Centro Cultural y Educativo Reyes Católicos
El Centro Cultural Educativo Español Reyes Católicos o el Colegio Español Reyes Católicos es un colegio internacional de España en Bogotá, Colombia, operado por el Ministerio de Educación de España. Se encuentra en la Calle 127A N° 11B, en la zona norte de Bogotá. Da clases a niños desde Infantil (de 3 a 5 años) hasta Bachillerato.

## Historia
El centro fue inaugurado oficialmente el 20 de diciembre de 1980, por el presidente de Colombia Julio César Turbay y el presidente de España Aldolfo Suárez. El centro en sí fue creado en la década de 1950 como un proyecto conjunto de los gobiernos de España y Colombia, pero su creación formal y gestión mediante títulos se originó en la década de 1980.
El currículo utilizado es el de España para todos los niveles, aunque también se imparten ciencias sociales de Colombia. Los estudiantes se gradúan con bachilleratos tanto españoles como colombianos.
El centro cultural también cuenta con exposiciones, actuaciones, conciertos, ciclos y otras actividades.

## Cuerpo estudiantil
A la fecha de la última actualización oficial, el colegio cuenta con 708 alumnos: 115 en educación infantil, 294 en educación primaria, 209 en la ESO y 90 en Bachillerato distribuidos en 30 clases. Los profesores del centro son en su mayoría españoles, excepto aquellos que imparten materias del sistema educativo colombiano.